# Hinako Sugiura
Hinako Sugiura (杉浦日向子?, Sugiura Hinako; Tokyo, 30 novembre 1958 – 22 luglio 2005) è stata una fumettista giapponese.

## Biografia
Cresciuta in una famiglia di mercanti di kimono ricca di tradizione , ha studiato design e si è interessata sempre più al vecchio Giappone particolarmente agli stili di vita e costumi del periodo Edo giapponese. Diventa assistente di Murasaki Yamada, importante fumettista femminista e pubblica il suo primo manga, Tsūgen Muro no Ume (通言室之梅), sulla rivista di manga alternativi Garo nel 1980. Il suo stile distintivo attinge largamente alle opere ukiyo-e con rappresentazioni della vita e dei costumi del periodo Edo.Riesce a conquistare popolarità e così nel 1984 si aggiudica il Japan Cartoonists Association Award per il suo manga Gasso (合葬) e il Premio Bungei Shunjū Manga per l'opera Furyū Edo Suzume (風流江戸雀) nel 1988.
Nel 1993 annuncia il ritiro dalla vita di fumettista per dedicarsi alla ricerca sugli stili di vita e sui costumi del periodo Edo scrivendo numerosi saggi sull'argomento. Era nota e apprezzata per i suoi commenti durante il segmento finale di un popolare programma della NHK, Comedy: O-Edo de Gozaru, dedicato al periodo Edo.
È stata sposata per un certo periodo con il romanziere, traduttore e bibliofilo Hiroshi Aramata.
Muore a 46 anni il 22 luglio 2005 per un cancro alla gola .

## Opere principali
- Tsūgen Muro no Ume (通言室之梅, 1980)
- Gasso (合葬, 1983)
- Sarusuberi (百日紅, 1983–1987, 3 volumi)
- Nipponia Nippon (ニッポニア・ニッポン, 1985)
- Edo e youkoso (江戸へようこそ, 1986)
- Futatsu makura (二つ枕, 1986)
- Furyū Edo Suzume (風流江戸雀, 1987)
- Yasuji Tokyo ( YASUJI東京, 1988)
- Hyaku Monogatari (百物語, 1988–1993, 3 volumi)
- Higashi no Eden (東のエデン, 1989)

## Opere pubblicate in Italia
- Miss Hokusai, Dynit Manga, 4 marzo 2022, ISBN 978-8833552200.